# Meiping
Il meiping è una tipologia di vaso, prevalentemente in porcellana celadon, di origine cinese, la cui lunga vita ha inizio con la fine della dinastia Tang e perdura fino ad oggi.

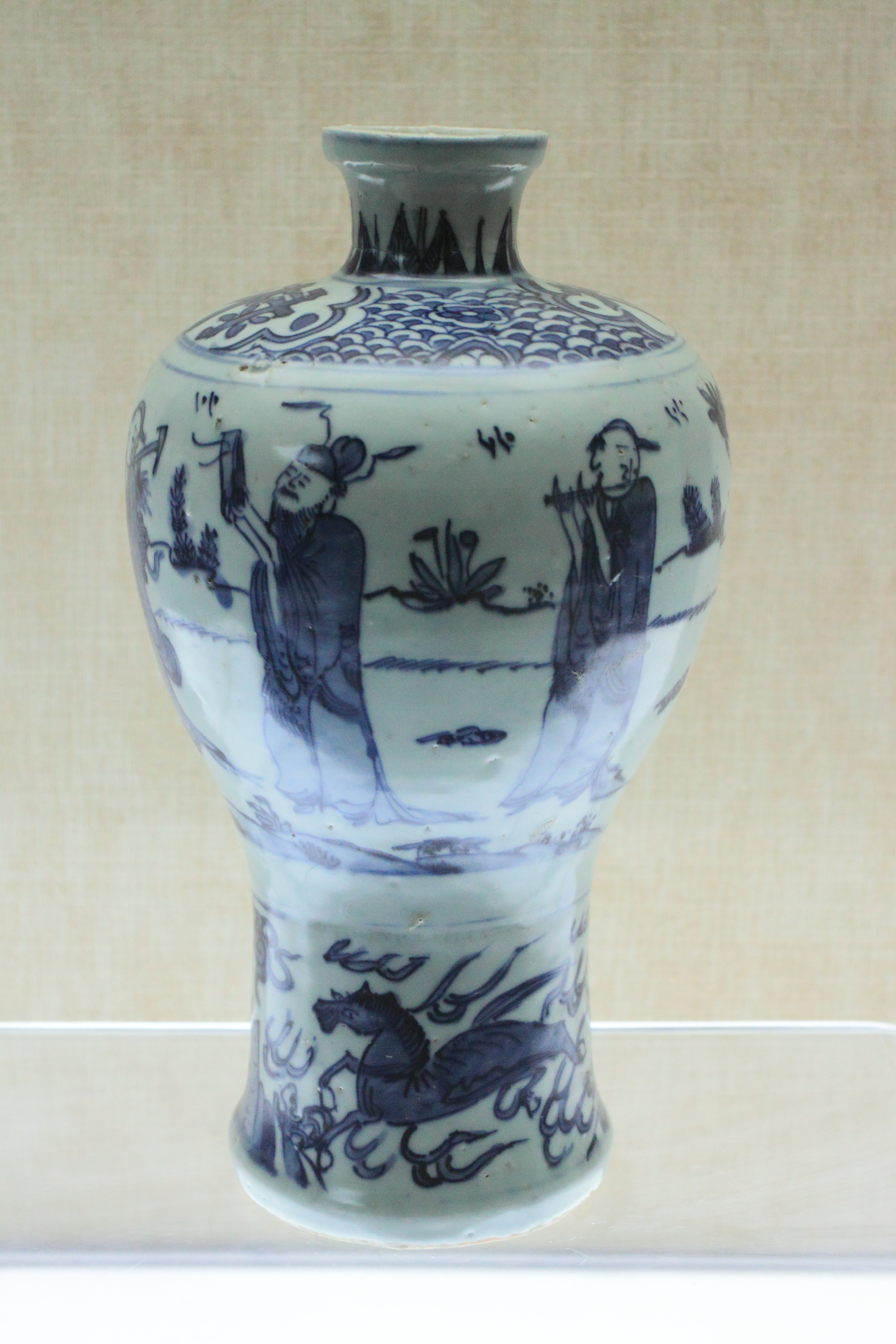
Meiping, museo di Guilin

## Storia

### Meiping Tang
La tipica forma a bulbo del meiping, avente collo corto e stretto poggiato su pronunciate spalle ed una base piuttosto ridotta, sarebbe nata in ceramica dura sotto la dinastia Tang (618-907), sebbene con una conformazione più simile ad un melone rispetto a quella attuale, per poi acquisire una sua specificità nel corso dell'XI secolo con la dinastia Song.

### Meiping Song

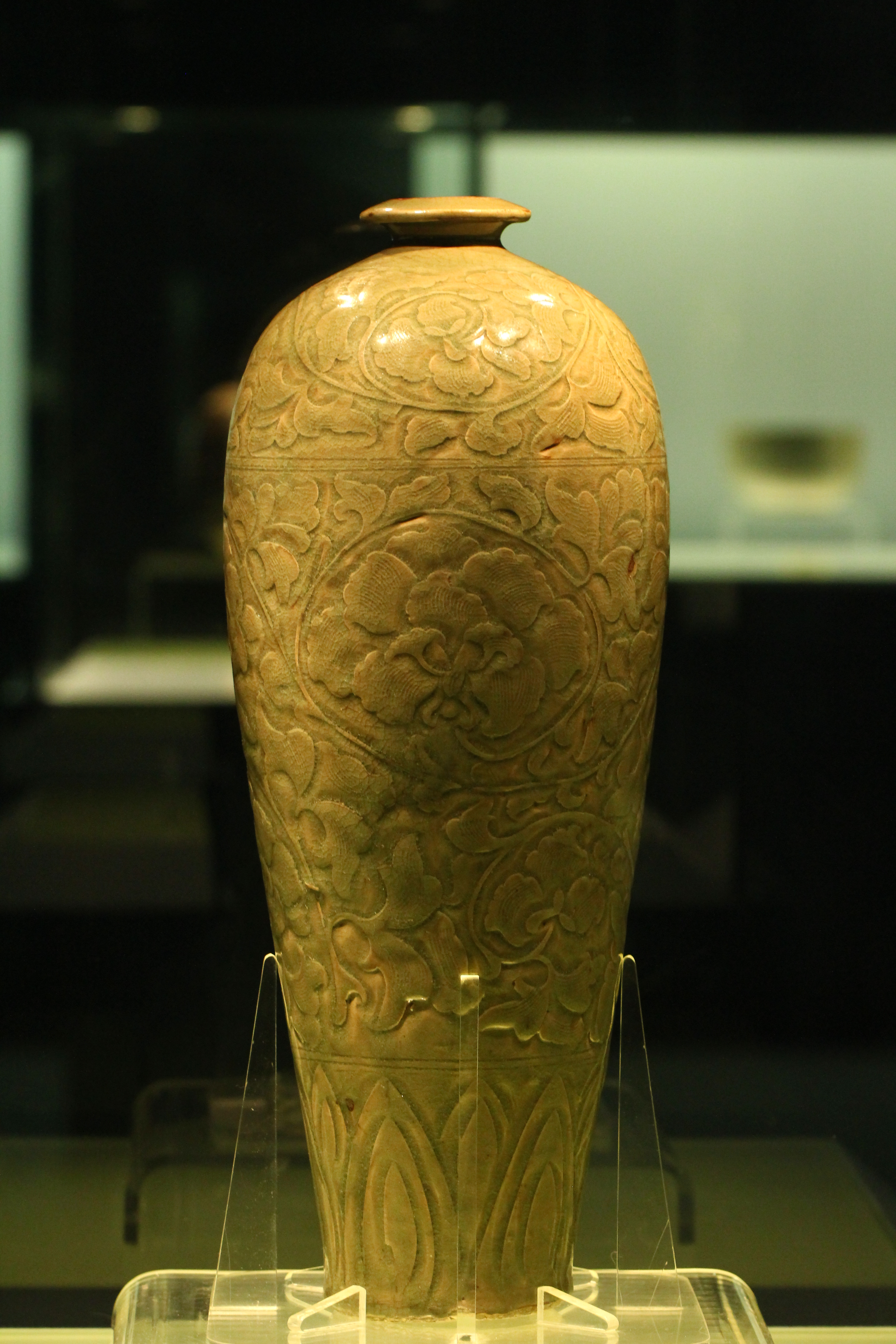
Meiping Celadon con incisione di peonie. Forni di Yaozhou, conservato nel Museo di Shanghai. Dinastia Song

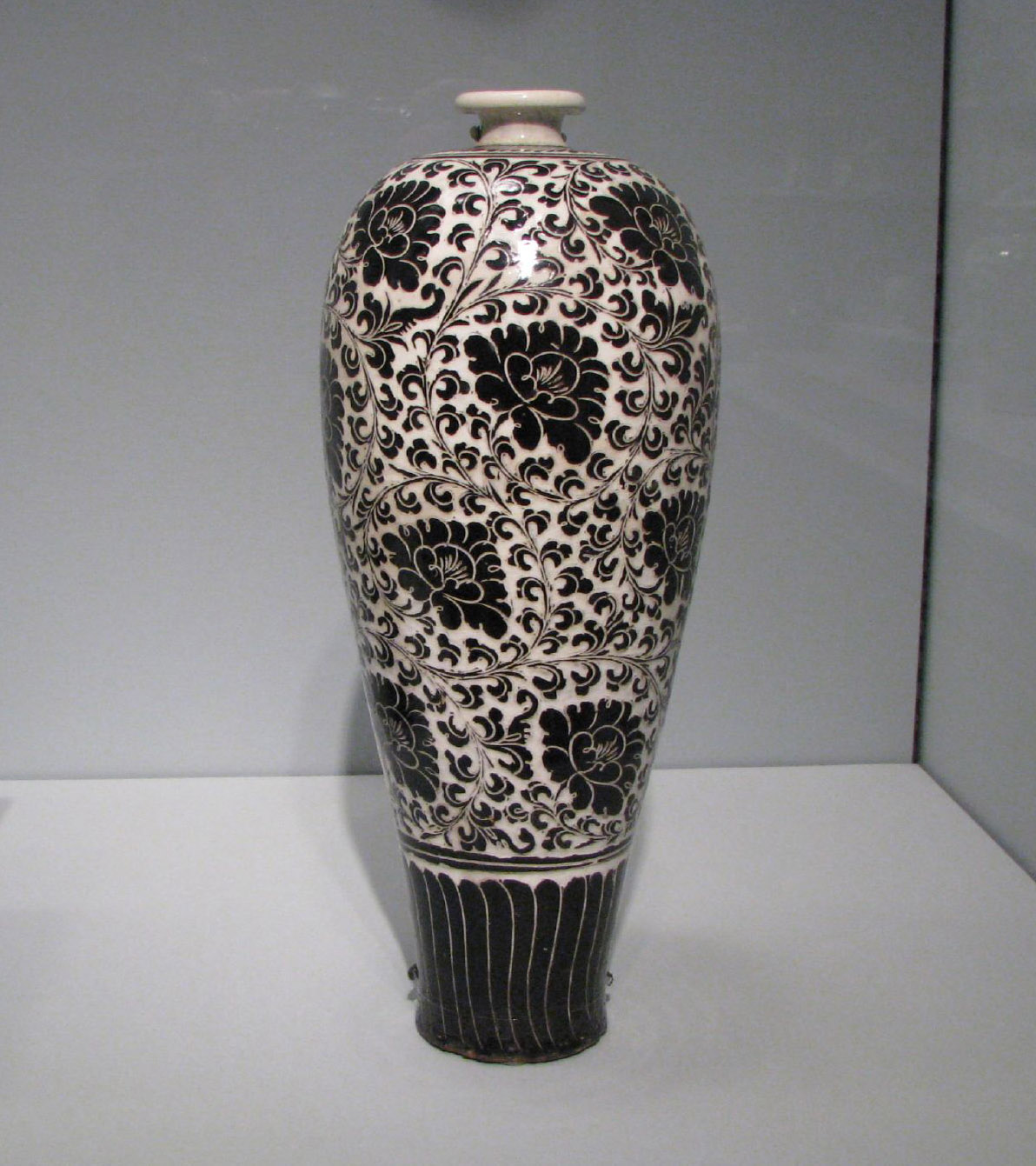
Meiping dal corpo allungato, Museo di arte asiatica di San Francisco. Dinastia Song

Nella storia della Cina il periodo Song (960–1279) fu notoriamente un'epoca florida, durante la quale prosperarono le città, le invenzioni e l'uso della porcellana divenne assai diffuso, a ragione della crescente domanda interna di prodotti in ceramica a scopi espositivi o per la tavola. Gli artigiani cinesi seppero affinare le loro tecniche di verniciatura e smalto ed apportare notevoli migliorie alle loro manifatture sia in termini sia di contenuti che di forme. Le ceramiche della dinastia Song ereditarono infatti le potenti ed audaci forme delle opere precedenti, cui apportarono eleganza, delicatezza e fluidità delle forme e decorazioni.
Dallo Hebei allo Henan e allo Shanxi, numerosi forni producevano questa tipologia di vaso, oramai divenuta popolare, in particolare a Cizhou (Tzu'chou), nel nord della Cina. Qui, durante la dinastia Song del Nord, nella zona dove il Fiume Giallo sfocia nel Mar Giallo, i manufatti,  particolarmente riconoscibili per i motivi decisi ed audaci, spesso decorati con graffi o intagli, venivano realizzati principalmente per essere utilizzati dalla gente comune, in contrasto con quelli fabbricati per la famiglia reale.

### Meiping Cizhou Jīn
La bocca alta e conica è una variante normalmente ravvisabile nel meiping Cizhou ascritto alla dinastia Jīn (1115–1234), in contrasto con la produzione precedente, caratterizzata invece da orlo rovesciato o foggiato a coppa.
Viene inoltre comunemente attribuita all'epoca Jīn la forma particolare avente da un lato piede ampio anziché stretto e dall'altro una colonna modificata al posto di un corpo bombato o a forma di uovo, o ancora un corpo stretto che sale fino a spalle molto rigonfie.
I suddetti esempi di manifatture dell'epoca si possono confrontare con un meiping bianco Cizhou (altezza 16,9 cm), che si può ammirare sul catalogo J.J. Lally del 2013 dotato di alte spalle arrotondate, collo corto e stretto ed orlo ampio e piatto. Il corpo bombato è scandito da anelli che si assottigliano in un piede arrotondato dalla base svasata; degno di nota il piede non smaltato, a mostrare la ceramica dura grigia.

### Meiping Yuan

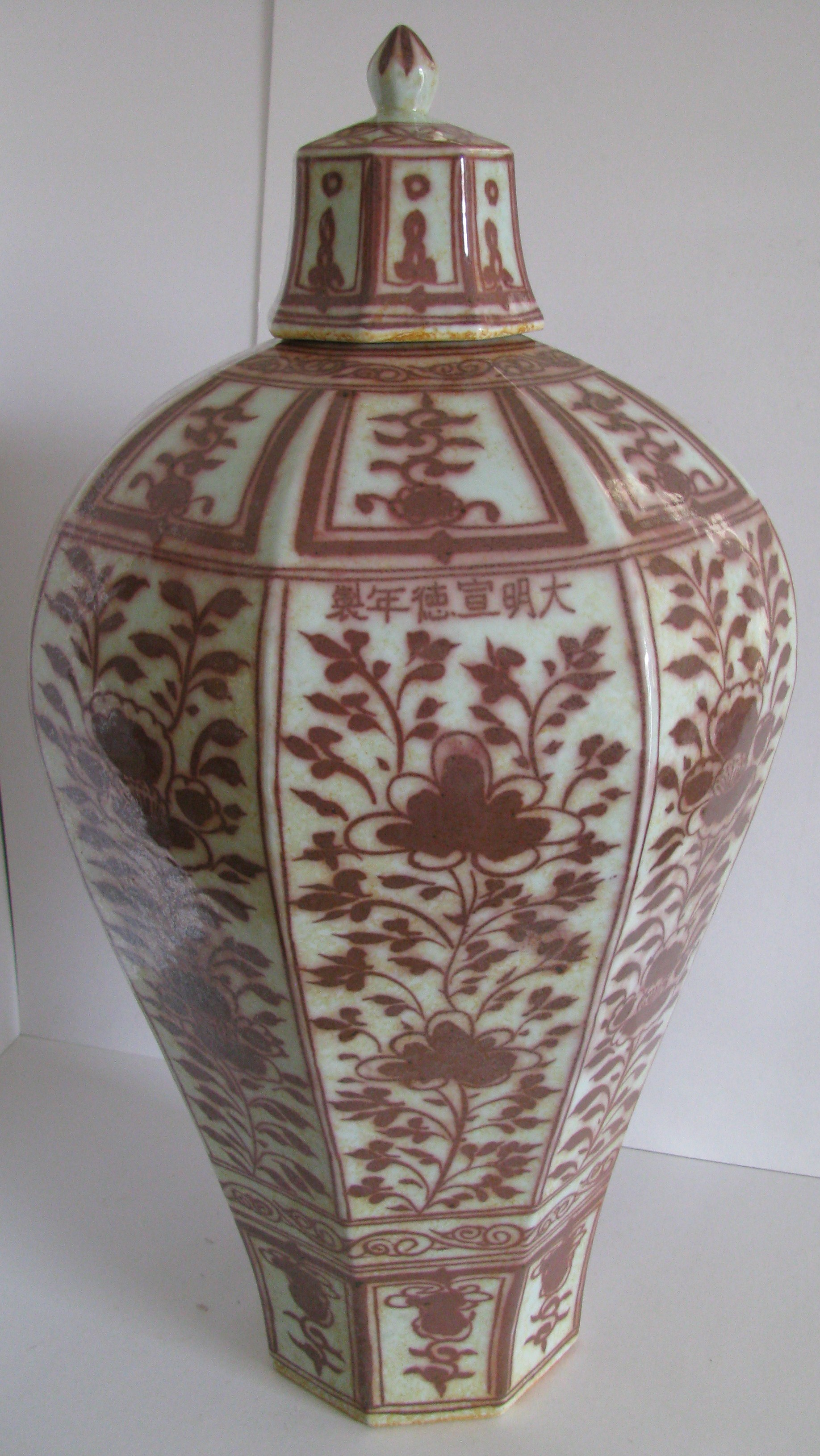
Meiping ottagonale. Dinastia Ming

Al Museo Guimet di Parigi possiamo invece ammirare un meiping (altezza 33,6 cm) proveniente dai forni di Jingdezhen, provincia dello Jiangxi, dinastia Yuan (1279-1368). Si tratta di una testimonianza interessante e rara della porcellana Yuan, in cui possiamo ravvisare la morbidezza di una spalla generosa che si sviluppa da un piede stretto, canoni fedeli ai criteri estetici tradizionali dei Song. In questo esemplare degni di nota sono anche il dragone dal muso affilato, il lungo collo sinuoso che termina in una piccola testa e le zampe a tre artigli, caratteristiche degli Yuan, così come la colorazione di un blu cobalto intenso. Si tratta di un vaso probabilmente destinato ad un utilizzo ufficiale.

### Meiping Ming

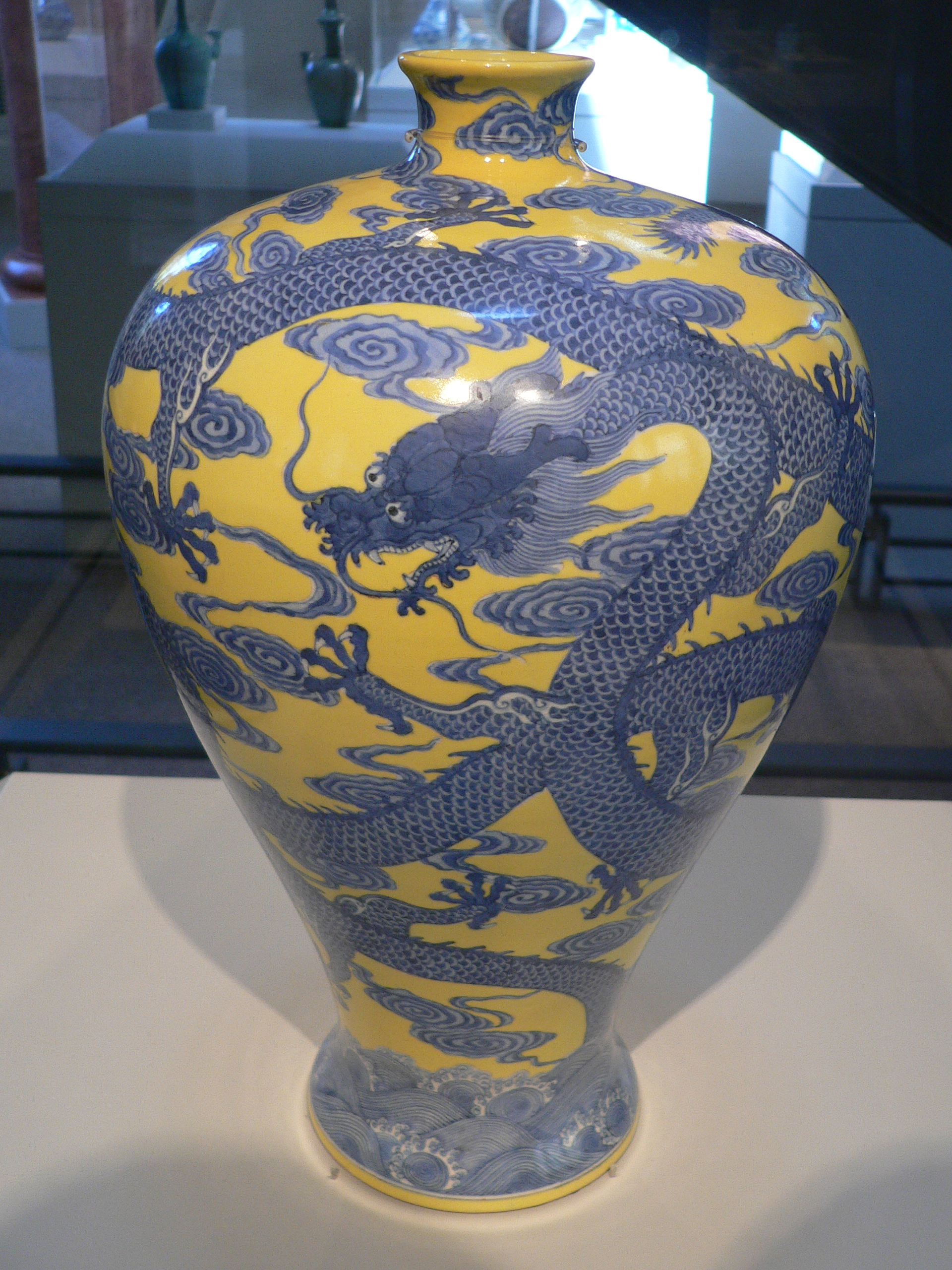
Meiping in porcellana e smalto. Dinastia Qing, periodo Qianlong (1736-1796)

Sotto la dinastia Ming (1368–1644) le porcellane conobbero uno dei loro periodi più floridi: oltre che sul mercato cinese erano richiestissime in tutta Europa e vennero identificate non solo attraverso la loro forma e decorazione bensì anche per mezzo del nome del regno e del forno sotto il quale venivano prodotte. La maggior parte degli esemplari appartenenti alla dinastia Ming sono in porcellana bianca e blu, ma nel settembre 2008 venne venduto all'asta da Christie’s di New York un rarissimo meiping (alto 32,4 cm) del regno Yongle (1403-1425), inizi dinastia Ming, in porcellana bianca monocroma. Questo raffinato meiping si contraddistingue principalmente per due caratteristiche: la smaltatura Tiánbái (甜白) che gli conferisce quella sottile patina bianca lattiginosa, leggermente opaca e dalla consistenza setosa (in inglese nota come “sweet White”): e la “decorazione nascosta” realizzata con la tecnica An hua ovvero il motivo visibile in controluce. Si tratta di una tecnica assimilabile al decoro eseguito in “bianco-sopra-bianco” principalmente sulle maioliche di Faenza agli inizi del XVI secolo.

### Meiping Qing
Un esempio illuminante della produzione di meiping sotto la dinastia Qing è ravvisabile presso l'università di Hong Kong. È una riproduzione fedele di un meiping di Shiwan (Foshan) risalente agli inizi del XVII secolo, altezza 26 cm, in celadon Guang Jun (o Chun) grigio-blu, dalla bocca piccola, collo eretto, ampia spalla e corpo affusolato.

## Etimologia
Il termine “mei ping” (梅瓶S, méipíngP) pare sia una definizione che si iniziò ad utilizzare dal XVIII secolo e si riferisca alla particolare conformazione del vaso, che rappresenterebbe le forme ideali femminili. Caratteristiche sono infatti le proporzioni aggraziate di questo vaso, i “fianchi ampi e vita stretta” che, secondo gli ammiratori, richiamerebbero i canoni ideali della figura femminile. Partendo dal basso, il meiping è provvisto di una base piana, che subito si restringe leggermente per poi allargarsi fiduciosamente nel corpo del contenitore fino alla spalla, prima di contrarsi nuovamente in un collo piuttosto stretto.  Altri fanno invece notare come, partendo dall'alto, il contenitore presenti un labbro increspato, quindi un collo delicato che si apre repentinamente in un'ampia spalla, che gradualmente si assottiglia in un piccolo piede.  Da sottolineare il gioco di parole, con “mei” (美) che significa anche ‘bello’ e “ping” 瓶 che indica fra l'altro una “bottiglia” e 平 che indica “pace”. Oggi il termine meiping viene comunemente tradotto in ‘plum vase’ o vaso per ramo di susino, derivandone il nome dal suo attuale utilizzo.

## Utilizzo
Il termine “meiping”, comunemente tradotto in “vaso per fiori di susino”, ha portato a dedurre che questo recipiente dal collo stretto servisse ad esporre ramoscelli in fiore di questo albero. Il prugno in primavera produce infatti spettacolari rami riccamente fioriti, particolarmente adatti ad essere esposti in questa tipologia di vaso nella loro solitaria ed essenziale bellezza, a creare una semplice ma elegante composizione armonica che richiama nel contempo la purezza e la complessità della natura. Molto probabilmente però i meiping ebbero origine come contenitori per distillati che necessitavano di decantazione in caraffa per esser serviti.
Il distillato o vino di prugne è infatti una specialità del nord della Cina ed in effetti in alcuni dipinti Liao, Song del Nord, Jin e Yuan possiamo ravvisare il meiping utilizzato come recipiente per il vino, spesso completo di coperchio e solitamente adagiato su un supporto o una credenza.